# Ruta Nacional 78 (Colombia)
La Ruta Nacional 78 (comúnmente llamada Transversal de la Depresión Momposina) es un corredor vial de la Red Nacional de Vías de Colombia el cual conecta las poblaciones de la Depresión momposina. Con una longitud de 222 km, es uno de los corredores viales más importantes del Caribe Colombiano.

## Tramos
La troncal está dividida en 3 sectores para facilitar la ubicación de poblaciones y puntos de obra:
| Tramo | Inicio                          | Final                | Recorrido |
| ----- | ------------------------------- | -------------------- | --------- |
| 01    | Puerta de Hierro (Los Palmitos) | Magangué             | 62 km     |
| 02    | Magangué                        | Santa Cruz de Mompox | 49 km     |
| 03    | Santa Cruz de Mompox            | El Banco             | 73 km     |
| 04    | El Banco                        | El Burro (Pailitas)  | 38 km     |

## Recorrido
Las siguientes localidades están ubicadas sobre la transversal:

### Departamento deSucre
- Municipios: Los Palmitos, San Pedro, Buenavista.
- Centros poblados: El Hatillo, Sabanas de Beltrán; Bajo de La Alegría, Los Chijetes, Numancia; Providencia.

### Departamento deBolívar
- Municipios: Magangué, Cicuco, Talaigua Nuevo, Santa Cruz de Mompox, San Fernando, Margarita.
- Centros poblados: Juan Arias, Florencia, El Cuatro, Henequén, Yatí, Santa Fe, Isla Grande; Tupe, Los Mangos, Vesubio; Ancón, La Rinconada, Santa Teresita; Menchiquejo, Punta de Hornos; Botón de Leiva.

### Departamento delMagdalena
- Municipios: Guamal, El Banco.
- Centros poblados: Guacamayal, San Roque, San Felipe y San Eduardo, Los Negritos, Mata de Caña.

### Departamento deCesar
- Municipios: Tamalameque, Pailitas
- Centros poblados: Palestina.

## Transporte

### Buses interdepartamentales
Empresas de buses interdepartamentales:
- Expreso Brasilia
  - Magangué (Cartagena, Barranquilla, Medellín, Bogotá y Maicao).
  - Santa Cruz de Mompox (Cartagena y Magangué)
  - El Banco (Plato).
- Unitransco (Operado por Expreso Brasilia)
  - Magangué (Cartagena, Barranquilla y Sincelejo)
- Rápido Ochoa
  - Magangué (Medellín).
- Torcoroma 
  - Magangué (Sincelejo, El Carmen de Bolívar, Cartagena y Barranquilla).
- Expreso Almirante Padilla
  - Magangué (Barranquilla).
- Transportes Gonzalez
  - Magangué (Sincelejo, El Carmen de Bolívar, Cartagena, Barranquilla y Montería).
  - San Pedro (Magangué y Sincelejo).
- Sootracor
  - Magangué (Sincelejo).
- Cootraimag
  - Magangué (Sincelejo, San Pedro y Tolú).
  - San Pedro (Magangué)
- Auto Río
  - Magangué (Sincelejo, Santa Cruz de Mompox, San Pedro, Tolú, Coveñas y Cicuco).
  - San Pedro (Magangué y Sincelejo).
  - Santa Cruz de Mompox (Magangué y Cicuco).
  - Cicuco (Magangué y Santa Cruz de Mompox).
- Rápido El Carmen
  - Magangué (El Carmen y Cartagena).

## Interconexión
La Troncal del Caribe se conecta con importantes vías de la Red Vial Nacional así:
- Con la Ruta Nacional 45 (Troncal del Magdalena), en el punto conocido como El Burro (Cesar). Esa es la ruta que comunica a las ciudades ribereñas con Bucaramanga, Bogotá y el resto de las ciudades de la Región Andina.
- Con la Ruta Nacional 25 (Transversal del Caribe) en el Punto conocido como Puerta de Hierro, en Sucre. Esa es la vía para ir a la Ciudad de Medellín y de allí a las demás ciudades del occidente colombiano.